# Oasis
|  | No s'ha de confondre amb Oasi o Oasis (àlbum). |

Oasis és una banda anglesa de rock en l'estil de britpop, originàriament formada a Manchester, Anglaterra. La banda es va fer famosa internacionalment a mitjan dècada de 1990, acomodant els elements de bandes com els Beatles, The Rolling Stones, i T.Rex a la seva pròpia classe de rock anglès psicodèlic.
Dirigit pel vocalista Liam Gallagher i el seu germà gran, que és el guitarrista i compositor Noel Gallagher, Oasis va combinar diverses melodies apegaloses. El comportament de la banda va provocar diversos escàndols sovint relacionats amb l'embriagament, l'arrogància i les confrontacions violentes, generalment entre Liam i Noel Gallagher, fets que apareixien regularment en la premsa. L'alineació de la banda tingué alguns canvis, però els germans Gallagher són els únics que queden constants.

## Història
El 1991, el baixista Paul 'Guigsy' McGuigan, el guitarrista Paul 'Bonehead' Arthurs, el bateria Tony McCaroll i el cantant Chris Hutton van formar una banda anomenada Rain. No satisfet amb Hutton, Arthurs va convidar i va fer una audició al conegut Liam Gallagher com a possible substitut. Liam va suggerir que el nom de la banda es canviés per Oasis, inspirat en un cartell de la gira d'Inspiral Carpets a l'habitació de la infància que compartia amb el seu germà Noel, que esmentava l'Oasis Leisure Centre a Swindon. Oasis va tocar el seu primer concert el 14 d'agost de 1991 al club Boardwalk de Manchester, obrint per Catchmen i Sweet Jesus. Noel, que treballava com a roadie per a Inspiral Carpets, va anar a veure'ls tocar i va quedar impressionat amb el que va escoltar. Després de rebutjar una oferta de Liam per ser el manager de la banda, Gallagher va acceptar unir-se a la banda, amb la condició que prengués el control creatiu del grup i es convertiria en el seu únic compositor.
A la primavera de 1993 van gravar la cinta de demostració de 8 cançons Live Demonstration amb versions en brut dels futurs clàssics d'Oasis, com ara 'Rock N' Roll Star'. Abans de fer pública la maqueta, i després d'aver fet només 14 concerts, vuit d'ells al petit Boardwalk de Manchester, el maig de 1993 van tocar un concert al King Tuts Wah Wah Hut de Glasgow al que va assistir Alan McGee, el cap del segell discogràfic independent Creation Records, que els va fitxar al moment, publicant el seu primer àlbum, Definitely Maybe en 1994, que es convertiria en l'àlbum debut més ràpidament venut en tota la història, amb un gran èxit de crítica, destacant el seu optimisme en una època dominada pel grunge americà. Tony McCaroll fou acomiadat l'abril de 1995 i substituït per Alan White després de la seva interpretació a Definitely Maybe.
El seu àlbum següent, (What's the Story) Morning Glory? (1995) va definir el moviment britpop, i inclou temes memorables com: "Wonderwall", "Roll With It", "Don't look back in anger" i "Champagne Supernova". Oasis va vendre 125.000 entrades en cadascun dels dos xous del 10 i 11 d'agost de 1996 del Festival de Knebworth, els més grans fets fins llavors al Regne Unit.
El tercer disc de la formació, Be Here Now va incloure la majoria de temes amb la qualitat d'himne dels llançaments anteriors, però cançons més llargues i molt sobregrabades de guitarra per fer-lo sonar el més "colossal" possible.
A principis de 1999, la banda va començar a treballar en el seu quart àlbum d'estudi Standing on the Shoulders of Giants però a l'agost es va anunciar la sortida del membre fundador Paul "Bonehead" Arthurs per un enfrontament amb Noel Gallagher, i dues setmanes més tard es va anunciar la sortida del baixista Paul McGuigan. Després de les sessions d'enregistrament, la banda va començar a buscar membres de substitució, que serien Gem Archer com guitarra rítmica, segona veu i teclats, Andy Bell al baix. En desembre de 1999 McGee va tanvar Creation Records, i Standing on the Shoulder of Giants es va publicar el 28 de febrer de 2000 amb Big Brother Recordings amb un nou productor Mark "Spike" Stent per substituir Owen Morris. L'àlbum va marcar un canvi significatiu de l'escena britpop a un disc psicodèlic modern complet amb bucles de bateria, samples, sitar elèctric, Mellotron, sintetitzadors i guitarres endarrerides, donant com a resultat un àlbum més experimental amb l'electrònica i les influències del rock psicodèlic pesat.

## Dissolució
El 28 d'agost de 2009, després d'una discussió entre els germans Gallagher, Noel decideix abandonar la banda i continuar la seva carrera en solitari amb el grup anomenat Noel Gallagher's High Flying Birds que treu el seu primer treball el 17 d'octubre de 2011.
El cantant Liam Gallagher continuà amb antics membres d'Oasis: Gem Archer, Andy Bell i Chris Sharrock amb el nom de Beady Eye, editant el primer disc el 28 de febrer de 2011, anomenat Different Gear, Still Speeding, tot i que es va dissoldre al cap de poc temps. El seu primer àlbum en solitari, titulat As You Were, que ha estat tot un èxit i ha tornat a portar Liam Gallagher als gran escenaris de festivals com Glastonbury o Reading, i sales com la Razzmatazz de Barcelona, en la que durant la seva actuació del 2017, el va acompanyar Paul "Bonehead" Arthurs durant la cançó "Cigarettes&Alcohol".

## Reunificació
En agost de 2024 el grup va anunciar la seva reunificació, amb una gira pel Regne Unit i Irlanda per a l'estiu de 2025. El 4 de juliol de 2025, la banda va fer el seu primer concert en 16 anys com a part de la seva gira Oasis Live '25 Tour al Principality Stadium de Cardiff, Gal·les.

## Composició
La majoria de les cançons d'Oasis han sigut escrites per Noel, no obstant a l'àlbum Standing on the Shoulders of Giants (2000), Liam va contribuir amb "Little James" i en Heathen Chemistry (2002) va contribuir amb "Songbird", "Better Man" i "Born on a Different Cloud", mentre que Gem Archer ho va fer amb "Hung in a bad place" així com Andy Bell va contribuir amb "A quick peep". En el disc Don't Believe the Truth (2005) les composicions alienes a Noel Gallagher van ser realitzades per Liam ("The Meaning of Soul", "Guess God Thinks I'm Abel" i "Love like a bomb" amb Gem Archer) i Andy Bell ("Turn up the Sun" i "Keep the Dream Alive").

## Formació a través del temps

### 1991-1994
- Liam Gallagher - Cantant Principal
- Noel Gallagher - Guitarra/Cantant Principal/2a veu
- Paul 'Bonehead' Arthurs - Guitarra Rítmica
- Paul 'Guigsy' McGuigan - Baix
- Tony McCaroll - Bateria. Reemplaçat per Alan White en 1995

### 1995-1998
- Liam Gallagher - Cantant Principal
- Noel Gallagher - Guitarra/Cantant Principal/2a veu
- Paul 'Bonehead' Arthurs - Guitarra Rítmica. Reemplaçat per Gem Archer en 1999
- Paul 'Guigsy' McGuigan - Baix. Reemplaçat per Andy Bell en 1999
- Alan White - Bateria

### 1999-2004
- Liam Gallagher - Cantant Principal
- Noel Gallagher - Guitarra/Cantant Principal/2a veu
- Gem Archer - Guitarra Rítmica/2a veu/Teclats
- Andy Bell - Baix
- Alan White - Bateria. Reemplaçat per Zak Starkey en 2005

### 2004-2009
- Liam Gallagher - Cantant Principal
- Noel Gallagher - Guitarra/Cantant Principal/2a veu
- Gem Archer - Guitarra Rítmica/2a veu/Teclats
- Andy Bell - Baix
- Zak Starkey - Bateria

## Discografia

### Àlbums d'estudi
- Definitely Maybe (1994)
- (What's the Story) Morning Glory? (1995)
- Be Here Now (1997)
- Standing on the Shoulder of Giants (2000)
- Heathen Chemistry (2002)
- Don't Believe the Truth (2005)
- Dig Out Your Soul (2008)

### Àlbums en viu i vídeos
- Live By The Sea - (1995)
- ...There And Then - (1996)
- Familiar to Millions - (2000)
- Definitely Maybe - The DVD - (2004)

### Singles
De Definitely Maybe:
- "Supersonic" - (11 d'abril, 1994) #31 UK
- "Shakermaker" - (13 de juny, 1994) #11 UK
- "Live Forever" - (8 d'agost, 1994, #10 UK
- "Cigarettes & Alcohol" - (10 d'octubre, 1994) #7 UK

De cap àlbum:
- "Whatever" - (19 de desembre, 1994) #3 UK, #40 AUS

De (What's the Story) Morning Glory?:
- "Some Might Say" - (24 d'abril, 1995) #1 UK
- "Roll With It" - (14 d'agost, 1995) #2 UK, #48 AUS
- "Wonderwall" - (30 d'octubre, 1995) #2 UK, #8 US, #1 AUS
- "Don't Look Back in Anger" - (19 de febrer, 1996) #1 UK, #55 US, #19 AUS

De Be Here Now:
- "D'You Know What I Mean" - (7 de juliol, 1997) #1 UK, #3 CAN, #1 AUS, #1 ITA
- "Stand By Me" - (22 de setembre, 1997) #2 UK, #48 AUS, #2 ITA
- "All Around The World" - (12 de gener, 1998) #1 UK, #2 ITA

De Standing on the Shoulder of Giants:
- "Go Let It Out" - (7 de febrer, 2000) #1 UK, #1 CAN, #23 AUS, #1 ITA
- "Who Feels Love?" - (17 d'abril, 2000) #4 UK, #7 CAN
- "Sunday Morning Call" - (3 de juliol, 2000) #4 UK, #8 CAN

De Heathen Chemistry:
- "The Hindu Times" - (15 d'abril, 2002) #1 UK, #1 CAN, #22 AUS, #1 ITA
- "Stop Crying Your Heart Out" - (17 de juny, 2002) #2 UK, #6 CAN, #48 AUS, #2 ITA
- "Little by Little" / "She is Love" - (23 de setembre, 2002) #2 UK, #2 CAN, #2 ITA
- "Songbird" - (3 de febrer, 2003) #3 UK, #2 CAN

De Don't Believe the Truth:
- "Lyla" - (16 de maig, 2005) #1 UK, #4 CAN, #23 AUS, #2 ITA
- "The Importance of Being Idle" - (22 d'agost, 2005) #1 UK, #1 ITAL, #63 GER
- "Let There Be Love" - (2005) #2 UK

### Recopilatoris
- "Definitely Maybe: Singles" - (5 de novembre, 1996) #23 UK
- "(What's the Story) Morning Glory?: Singles" - (10 de novembre, 1996) #24 UK
- "The Masterplan" - (3 de novembre, 1998) #2 UK
- "Stop the Clocks" - (20 de novembre, 2006) #2 UK
- "Time Flies... 1994–2009" - (14 de juny, 2010) #1 UK